# Symphorematoideae
Sympheromatoideae es una subfamilia de plantas con flores perteneciente a la familia Lamiaceae que tiene los siguientes géneros.

## Géneros
- Congea, Sphenodesme, Symphorema.